# Anyphops silvicolellus
Espèce
Synonymes
- Selenops silvicolella Strand, 1913

Anyphops silvicolellus est une espèce d'araignées aranéomorphes de la famille des Selenopidae.

## Distribution
Cette espèce se rencontre au Rwanda, au Congo-Kinshasa, en Tanzanie et en Afrique du Sud.

## Description
La femelle syntype mesure 8,5 mm.

## Systématique et taxinomie
Cette espèce a été décrite sous le protonyme Selenops silvicolella par  Strand en 1913. Elle est placée dans le genre Anyphops par Benoit en 1968.

## Publication originale
- Strand, 1913 : « Arachnida. I. » Wissenschaftliche Ergebnisse der Deutsche Zentral-Afrika Expedition 1907-1908, vol. 4, (Zool. 2), p. 325-474 (texte intégral).